# Bernhard Graf
Bernhard Graf (ur. 26 listopada 1988 w Dornbirn) – austriacki narciarz alpejski, trzykrotny medalista mistrzostw świata juniorów.

## Kariera
Po raz pierwszy na arenie międzynarodowej Bernhard Graf pojawił się 4 grudnia 2003 roku w Tschagguns, gdzie w zawodach FIS Race zajął 45. miejsce w slalomie. W 2007 roku wystartował na mistrzostwach świata juniorów w Altenmarkt, zdobywając trzy medale. Najpierw zajął trzecie miejsce w zjeździe, w którym wyprzedzili go jedynie Beat Feuz ze Szwajcarii oraz Szwed Matts Olsson. Następnie na najniższym stopniu podium stanął także w supergigancie, plasując się za Feuzem i swym rodakiem, Joachimem Puchnerem. Na koniec wywalczył srebro w kombinacji, rozdzielając na podium Feuza i Mihę Kuernera ze Słowenii. Brał także udział w rozgrywanych rok później mistrzostwach świata juniorów w Formigal, gdzie jego najlepszym wynikiem było dziesiąte miejsce w supergigancie.
W zawodach Pucharu Świata zadebiutował 12 grudnia 2008 roku w Val d’Isère, gdzie nie ukończył superkombinacji. Pierwsze pucharowe punkty wywalczył 27 listopada 2011 roku w Lake Louise, zajmując dziewiętnaste miejsce w supergigancie. Najlepsze wyniki osiągał w sezonie 2011/2012, kiedy zajął 101. miejsce w klasyfikacji generalnej. W 2009 roku wystartował na mistrzostwach świata w Val d’Isère, gdzie nie ukończył superkombinacji. Nie brał udziału w igrzyskach olimpijskich.

## Osiągnięcia

### Mistrzostwa świata
| Miejsce | Dzień    | Rok  | Miejscowość | Konkurencja     | Czas biegu  | Strata | Zwycięzca          |
| ------- | -------- | ---- | ----------- | --------------- | ----------- | ------ | ------------------ |
| DNF2    | 9 lutego | 2009 | Val d’Isère | Superkombinacja | 2:23,00 min | -      | Aksel Lund Svindal |

### Mistrzostwa świata juniorów
| Miejsce | Dzień     | Rok  | Miejscowość | Konkurencja | Czas biegu  | Strata    | Zwycięzca         |
| ------- | --------- | ---- | ----------- | ----------- | ----------- | --------- | ----------------- |
| 3.      | 6 marca   | 2007 | Altenmarkt  | Zjazd       | 1:38,41 min | +0,55 s   | Beat Feuz         |
| 3.      | 8 marca   | 2007 | Altenmarkt  | Supergigant | 1:07,77 min | +0,19 s   | Beat Feuz         |
| 6.      | 9 marca   | 2007 | Altenmarkt  | Gigant      | 2:14,01 min | +1,77 s   | Marcel Hirscher   |
| 10.     | 10 marca  | 2007 | Altenmarkt  | Slalom      | 1:49,45 min | +2,18 s   | Matic Skube       |
| 2.      | 10 marca  | 2007 | Altenmarkt  | Kombinacja  | 22,36 pkt   | +8,95 pkt | Beat Feuz         |
| 17.     | 26 lutego | 2008 | Formigal    | Zjazd       | 1:45,31 min | +1,77 s   | Hagen Patscheider |
| DNS1    | 27 lutego | 2008 | Formigal    | Slalom      | 1:29,68 min | -         | Marcel Hirscher   |
| 10.     | 28 lutego | 2008 | Formigal    | Supergigant | 1:21,02 min | +1,14 s   | Andreas Sander    |
| DNS1    | 29 lutego | 2008 | Formigal    | Gigant      | 1:57,00 min | -         | Marcel Hirscher   |

### Puchar Świata

#### Miejsca w klasyfikacji generalnej
- sezon 2011/2012: 101.

#### Miejsca na podium
Graf nie stawał na podium zawodów PŚ.